# 鉄音アワーNET
『鉄音アワーNET』（てつおん - ネット）は、ニコニコ生放送にて2012年5月3日より不定期放送されているライブストリーミング番組である。
放送開始当初は毎週木曜21時から、2012年8月以降は不定期の配信である。

## 概要
この番組は「三陸鉄道応援番組」としてスタートしたものであり、番組中で販売された商品（鉄道グッズが主）の収益の一部は三陸鉄道に寄付される。
毎回定められたテーマに沿って視聴者からコメント・アイデアを募集し、それに応じて野月・南田がトークを展開するのが基本的なスタイル。三陸鉄道をはじめとして地方鉄道をテーマとして取り扱うことがあり、その際鉄道会社の社員がゲストとして出演することも多い。

## 出演者
- 野月貴弘（SUPER BELL"Z）
- 南田裕介

## 配信リスト
| 回 | 配信年 | 配信月日 | タイトル                                                       | ゲスト                                                 |
| -- | ------ | -------- | -------------------------------------------------------------- | ------------------------------------------------------ |
| 1  | 2012年 | 5月3日   | 三陸鉄道SP                                                     | 金野淳一（三陸鉄道）                                   |
| 2  | 2012年 | 5月10日  | 駅そば日本一決定戦                                             |                                                        |
| 3  | 2012年 | 5月17日  | 番組オリジナル鉄道ツアーを考えよう                             | 木薗宏聡（日本旅行）                                   |
| 4  | 2012年 | 5月24日  | 復活してほしい寝台列車                                         |                                                        |
| 5  | 2012年 | 5月31日  | 最強駅名番付を作ろう【前編】                                   | 横見浩彦                                               |
| 6  | 2012年 | 6月7日   | 最強駅名番付を作ろう【後編】                                   | 横見浩彦                                               |
| 7  | 2012年 | 6月14日  | キハ48選抜総選挙                                               |                                                        |
| 8  | 2012年 | 6月21日  | 人生最期に乗りたい車両                                         |                                                        |
| 9  | 2012年 | 6月28日  | 南田が見た！三陸鉄道の現状報告                                 |                                                        |
| 10 | 2012年 | 7月5日   | 鉄道オールスター【前編】                                       |                                                        |
| 11 | 2012年 | 7月12日  | 「鉄道オールスター【後編】                                     |                                                        |
| 12 | 2012年 | 7月19日  | 初の女性ゲスト"斉藤雪乃"登場！                                 | 斉藤雪乃                                               |
| 13 | 2012年 | 7月24日  | 三陸鉄道"久慈車両基地"より生配信！                             | 金野淳一、橋上和司（三陸鉄道）、モーリー（青い森鉄道） |
| 14 | 2012年 | 7月31日  | 三陸鉄道生配信の裏側見せちゃいます！（VTR配信）                |                                                        |
| 15 | 2012年 | 8月7日   | 三陸鉄道に行ってきた！ついでに青い森鉄道も乗ってきた           |                                                        |
| 16 | 2012年 | 8月21日  | どうして青い森鉄道は人気になれないのか？                       | 小林洋介・石田有香莉（青い森鉄道）、田中いちえ         |
| 17 | 2012年 | 9月4日   | 日本一路線が短い芝山鉄道には負けたくない！どうしたら勝てるの？ | 齊藤昭（紀州鉄道）、田中いちえ                         |
| 18 | 2012年 | 9月18日  | 秘境山陰！鳥取のド田舎で鉄道の生き残る道はある？               | 谷口剛史（若桜鉄道）、田中いちえ                       |
| 19 | 2012年 | 10月6日  | 無料の高速道路開通後、生き残る道はあるの？                     | 倉元浩司、臼井宏一（智頭急行）                         |
| 20 | 2012年 | 10月14日 | 青い森鉄道まつりSP                                             | 金野淳一、橋上和司（三陸鉄道）、田中いちえ、久野知美   |
| 21 | 2012年 | 12月31日 | 大晦日だよ！京急鉄道フェア会場より生配信                       |                                                        |
| 22 | 2013年 | 7月28日  | よこすか鉄道フェア会場より生配信                               |                                                        |
| 23 | 2013年 | 12月27日 | 京急鉄道フェア会場より生配信                                   |                                                        |

## スタッフ
- 構成：岡安健一
- 協力：交友社
- 演出：田中匡史
- プロデューサー：徳江長政
- 製作著作：エスピーボーン